# Vinea (bevanda)

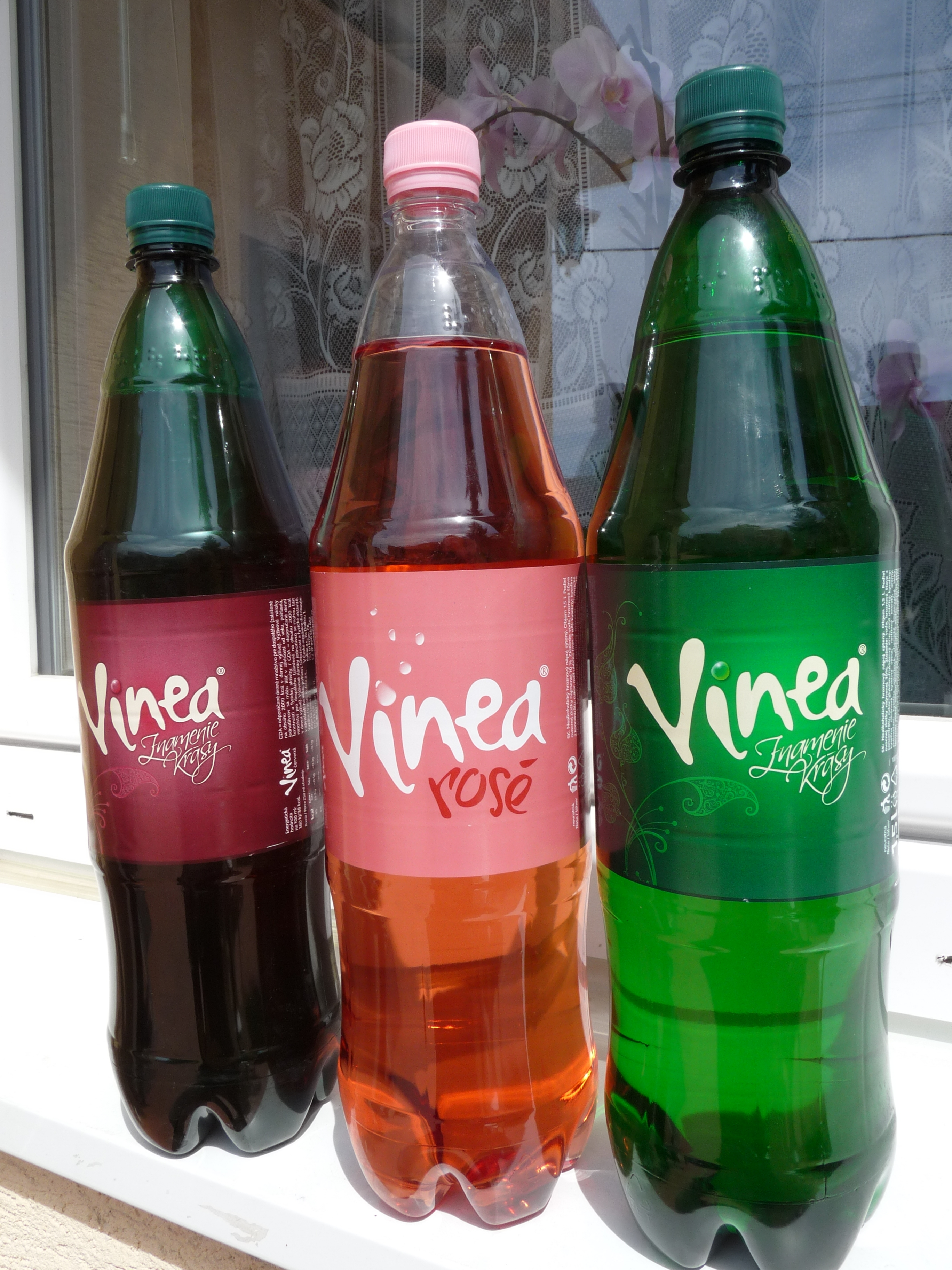
Vinea

Vinea è una marca di soft drink gassata a base di mosto d'uva. È di colore giallo chiaro o rosso e ha un aroma di noce moscata. Il vino è stato miscelato da un team di esperti di vini slovacchi guidati dal doc. Ing. Ján Farkaš in 1973. Come i produttori dell'ungherese Márka dal 1973, si basavano sulla bevanda base all'uva già diffusa in questa zona, la Traubisoda, creata dall'enologo austriaco Lenz Moser. La produzione di mosti d'uva e bibite analcoliche esisteva già nel XIX secolo.  Vinea è stato prodotto dal 1974.  In passato, Vinea veniva prodotto da due stabilimenti: Malokarpatský vinársky podnik, a.s., Pezinok (di seguito denominato MVP) e Víno Nitra, a.s.
Dopo una disputa sui marchi, MVP, poi Vitis Pezinok, s.r.o., divenne l'unico produttore. A partire dal 31 gennaio 2008, la società Kofola, a.s. Rajecká Lesná è diventata titolare del marchio Vinea.
Vinea ha vinto numerosi premi nazionali e internazionali e negli anni ottanta del XX secolo, a causa delle esportazioni eccessive negli Stati Uniti, è diventata una merce rara in Slovacchia. Attualmente è prodotto in diverse varianti, oltre alle versioni gassate e non, in confezioni da 1,5 l e 0,5 l PET, o in una bottiglia di vetro da 0,25 l.
Dal 29 giugno 2011 Vinea è disponibile anche nella variante rosa Vinea rosé.